# Batalla de Burdigala
La batalla de Burdigala fue un enfrentamiento militar librado en 107 a. C. entre la tribu de los tigurinos y las legiones romanas dentro del contexto de la Guerra cimbria.

## Antecedentes
Después de vencer al cónsul Cneo Papirio Carbón, los cimbrios y teutones se dirigieron a la Galia.  En 109 a. C., el cónsul Marco Junio Silano marchó contra los bárbaros probablemente con dos legiones. Los cimbrios enviaron embajadores para solicitar tierras donde asentarse, pero el Senado los ignoró. Silano fue vencido completamente en un lugar desconocido de la Galia Transalpina, posiblemente cerca del río Ródano, a unos 100 km al norte de Arausio.
La marea humana incluía a los cimbrios teutones y tigurinos. Se habían aliado con los volcas tectósages, habitantes del área donde se habían instalado, cerca de Tolosa (Toulouse). Lucio Casio Longino se hizo famoso en 111 a. C., cuando siendo pretor convenció al rey de Numidia, Jugurta, de venir a negociar a Roma. Elegido cónsul, fue puesto al mando de dos legiones de ciudadanos romanos más las alae aportadas por los socii itálicos.

## Batalla
El primer combate se debió dar justo a las afueras de Tolosa y empezó bien para los romanos, que vencieron a los bárbaros y capturaron sus carromatos con todas sus posesiones. Por dos semanas, Casio persiguió a sus enemigos en dirección al océano Atlántico, llegando hasta Burdigala (Burdeos), oppidum sobre una colina donde los bárbaros habían reunido sus fuerzas, recibido refuerzos y preparado las defensas. Seguramente, Longino ya se sentía vencedor y después de dejar en el castrum (campamento) una guarnición de cinco cohortes, procedió a avanzar con el grueso de sus tropas, pero sin enviar exploradores ni organizar a sus hombres adecuadamente para el combate. Cayó en una emboscada, fue rodeado y muerto en territorio de los nitióbroges. Probablemente sus errores le impidieron formar rápida y adecuadamente una formación defensiva. El legado Lucio Calpurnio Pisón Cesonino también falleció.

## Consecuencias
El único alto oficial vivo era Cayo Popilio Lenas, quien queda a cargo de los sobrevivientes que habían huido al campamento. Probablemente se escucharon los gritos de la carnicería y vio llegar a los grupos de supervivientes, para verse rodeados de una horda de millares de bárbaros victoriosos. Debió ser algo terrorífico para un oficial joven y con muy pocos soldados. Se rindió para evitar una matanza inútil y ser torturado y ejecutado de una forma bestial si era hecho prisionero.
Negoció la entrega de rehenes y la mitad de las posesiones de los legionarios a cambio de dejarlos ir desarmados después de pasar por el yugo (como en Horcas Caudinas). La humillación marcó probablemente a Lenas de por vida y afectó a su carrera política. Debió volver a Roma, donde sería juzgado por este acto, pero absuelto dadas las circunstancias.
Al año siguiente, otro cónsul, Quinto Servilio Cepión, marchó a la Galia a sofocar una rebelión y conquistó la ciudad, en donde tomó una enorme suma de dinero, el Aurum Tolosanum, «Oro de Tolosa». Parte de ese dinero desapareció misteriosamente cuando se transportaba a Massilia (Marsella). Finalmente en el año 105 a. C. Quinto Servilio fue vencido en Arausio.
El procónsul Cayo Julio César tuvo muy presente la suerte de Casio cuando se enfrentó a los helvecios medio siglo después en Bibracte.

### Antiguas
- Apiano. Guerras de las Galias (fragmentos). Libro IV de Historia Romana. Digitalizado por Livius. Basado en traducción griego-inglés por Horace White, notas de Jona Lendering, 2005. Al citarse se numeran los fragmentos con la fuente en la que aparecen.
- Cayo Julio César. Comentarios sobre la guerra de las Galias. Traducción latín-inglés por W. A. McDevitte & W. S. Bohn. 1ª edición. Nueva York: Harper & Brothers, 1869. Harper's New Classical Library. Digitalizado el Libro I en Perseus. Versión en latín en The latin library.
- Paulo Orosio. Historia contra los paganos. Traducción latín-inglés, introducción y notas por A. T. Fear, 2010, Liverpool University Press, ISBN 9781846312397. Véase Libro V Archivado el 29 de mayo de 2020 en Wayback Machine.. Versión en latín de Attalus, basada en edición de Karl Friedrich Wilhelm Zangemeister, 1889, Viena, corregida por Max Bänziger.
- Salustio. Guerra de Jugurta. Digitalizado por UChicago. Basada en traducción latín-inglés por John C. Rolfe, Loeb Classical Library, 1921. Véase también en Perseus.
- Tácito. Germania. Digitalizado por Perseus. Basado en traducción latín-inglés por Alfred John Church, edición de William Jackson Brodribb & Lisa Cerrato, Random House, 1942.
- Tito Livio. Periocas. Versión digitalizada en 2003 por Livius. Basada en The Latin Library, edición corregida con la edición de Paul Jal, Budé-edition, 1984. Traducción latín-inglés por Jona Lendering & Andrew Smith. Es un índice y resumen de una edición del siglo IV de su obra Ab Urbe condita (hoy mayormente perdida).

### Modernas
- Frank, Tenney (1975). Rome and Italy of the Republic. Tomo I de An Economic Survey of Ancient Rome. Nueva York: Octagon Books
- Telford, Lynda (2014). Sulla: A Dictator Reconsidered. Pen and Sword. ISBN 9781783030484.